# 東麥肯齊 (北達科他州)
東麥肯齊（英語：East McKenzie）是位於美國北達科他州麥肯齊縣的一個未組織地區。

## 地方資料
東麥肯齊的面積為81.83平方千米，當中陸地面積為81.80平方千米，而水域面積為0.03平方千米。根據2010年美國人口普查的數據，當地共有人口43人，而人口密度為每平方千米0.53人。